# Still Alice
Still Alice è un film del 2014 scritto e diretto da Richard Glatzer e Wash Westmoreland.
La pellicola, adattamento cinematografico del romanzo Perdersi (Still Alice), scritto nel 2007 dalla neuroscienziata Lisa Genova e pubblicato in Italia da Edizioni Piemme, è interpretato da Julianne Moore, che si è aggiudicata svariati riconoscimenti, tra cui il premio Oscar per la miglior attrice.

## Trama
Alice Howland è una donna alla soglia dei cinquant'anni, orgogliosa degli obiettivi raggiunti. È un'affermata linguista, insegna alla Columbia University ed ha una solida famiglia, composta dal marito, un chimico, e tre figli: Anna, Tom e Lydia. Ad un certo punto, nella vita di Alice, qualcosa comincia a cambiare, dapprima qualche dimenticanza ed in seguito veri e propri momenti di vuoto durante i quali non riconosce nemmeno il posto in cui si trova. Questi eventi convincono Alice a ricorrere ad accertamenti medici e le viene diagnosticata una forma presenile di Alzheimer di matrice genetica. Tutte le sue certezze crollano, facendola diventare una donna fragile e indifesa, anche agli occhi della famiglia che l'ha sempre vista come un pilastro.
Con l'avanzare della malattia, diventa incapace di tenere le lezioni universitarie e perde il lavoro. Si perde anche nella ricerca del bagno della sua casa di vacanza e non riconosce Lydia dopo averla vista recitare in uno spettacolo teatrale. A John viene offerto un lavoro alla Mayo Clinic in Minnesota; Alice gli chiede di rimandare l'accettazione del lavoro, ma lui ritiene che sia impossibile. Su suggerimento del medico, Alice tiene un discorso a una conferenza sull'Alzheimer sulla sua esperienza con la malattia, usando un evidenziatore per ricordarsi quali parti del discorso ha già pronunciato, e riceve una standing ovation. Alice inizia ad avere difficoltà a rispondere alle domande sul suo telefono. A un certo punto, perde il telefono e si angoscia; John lo ritrova un mese dopo nel freezer, ma Alice pensa che sia scomparso solo da un giorno.
Dopo una videochiamata con Lydia, Alice apre inavvertitamente il video con le istruzioni per il suicidio. Con qualche difficoltà, trova le pillole e sta per ingoiarle, ma quando viene interrotta dall'arrivo della sua badante, lascia cadere le pillole sul pavimento e dimentica quello che stava facendo. John, incapace di assistere al continuo deterioramento della moglie, si trasferisce in Minnesota. Lydia, che viveva in California, torna a casa per occuparsi di Alice. Lydia le legge una parte dell'opera teatrale Angels in America e le chiede di cosa pensa si tratti: Alice, ormai a malapena in grado di parlare, risponde con una sola parola, "amore".

## Produzione
Le riprese del film sono iniziate il 3 marzo 2014 a New York e sono proseguite interamente nello stato di New York, tra Bronx, Lido Beach e Dobbs Ferry. Il regista Richard Glatzer, affetto da sclerosi laterale amiotrofica è morto pochi mesi dopo la fine delle riprese, ha utilizzato un iPad per comunicare col cast e con la troupe. Alec Baldwin è entrato nel cast grazie a Julianne Moore, che gli ha consigliato il ruolo per avere la possibilità di lavorare di nuovo insieme.

## Distribuzione
La pellicola è stata presentata in anteprima mondiale al Toronto International Film Festival l'8 settembre 2014, ed ha partecipato in concorso alla 9ª edizione del Festival internazionale del film di Roma, dove è stato proiettato il 17 ottobre 2014.
Il primo trailer del film viene diffuso il 9 dicembre 2014.
Il film è stato distribuito nelle sale cinematografiche statunitensi a partire dal 16 gennaio 2015, ma precedentemente è stato proiettato in un numero limitato di cinema nel dicembre 2014 per avere la possibilità di partecipare agli Oscar 2015. In Italia viene distribuito a partire dal 22 gennaio, distribuito dalla Good Films.

## Riconoscimenti
- 2015 - Premio Oscar
  - Miglior attrice protagonista a Julianne Moore
- 2015 - Golden Globe
  - Miglior attrice in un film drammatico a Julianne Moore
- 2015 - British Academy Film Awards
  - Miglior attrice protagonista a Julianne Moore
- 2015 - Screen Actors Guild Award
  - Miglior attrice in un film a Julianne Moore
- 2014 - National Board of Review of Motion Pictures
  - Miglior attrice a Julianne Moore
  - Migliori dieci film indipendenti
- 2015 - Independent Spirit Awards
  - Miglior attrice protagonista a Julianne Moore
- 2015 - Satellite Award
  - Miglior attrice a Julianne Moore
- 2014 - Critics' Choice Awards
  - Miglior attrice a Julianne Moore
- 2014 - St. Louis Film Critics Association Awards
  - Candidatura per la Miglior attrice a Julianne Moore
- 2014 - Gotham Independent Film Awards
  - Miglior attrice a Julianne Moore
- 2014 - Hollywood Film Awards
  - Miglior attrice a Julianne Moore
- 2015 - Motion Picture Sound Editors Golden Reel Awards
  - Candidatura per il Miglior audio per dialoghi
- 2015 - Teen Choice Awards[13]
  - Candidatura per la Miglior attrice in un film drammatico a Kristen Stewart